# Richard Holec
Richard Holec, né le 23 janvier 1999, est un coureur cycliste tchèque.

## Biographie
En 2016, il remporte la médaille d'argent du relais mixte aux championnats du monde de VTT.

## Palmarès sur route

### Par année
- 2016
  -  Champion de République tchèque du contre-la-montre juniors
  - 3e du championnat de République tchèque sur route juniors
- 2017
  - 3eb et 4e étapes du Tour de l'Abitibi
  - 2e du championnat de République tchèque du contre-la-montre juniors
  - 3e du Tour de l'Abitibi
- 2018
  - 3e du championnat de République tchèque du contre-la-montre espoirs
- 2023
  - 2e étape de la Tucson Bicycle Classic
  - 3e de Velká Bíteš-Brno-Velká Bíteš

### Classements mondiaux
| Année                                 | 2018  | 2019 | 2020 | 2021 | 2022  |
| ------------------------------------- | ----- | ---- | ---- | ---- | ----- |
| Classement mondial                    | 1928e | nc   | nc   | nc   | 2217e |
| UCI Europe Tour                       | 1281e | nc   | nc   | nc   | 1395e |
|                                       |       |      |      |      |       |
| Légende : nc = non classéSource : UCI |       |      |      |      |       |

## Palmarès en VTT

### Championnats du monde
- Nové Město na Moravě 2016
  -  Médaillé d'argent du relais mixte

## Palmarès en cyclo-cross
- 2014-2015
  - 2e du championnat de République tchèque de cyclo-cross cadets